# Milmyeon

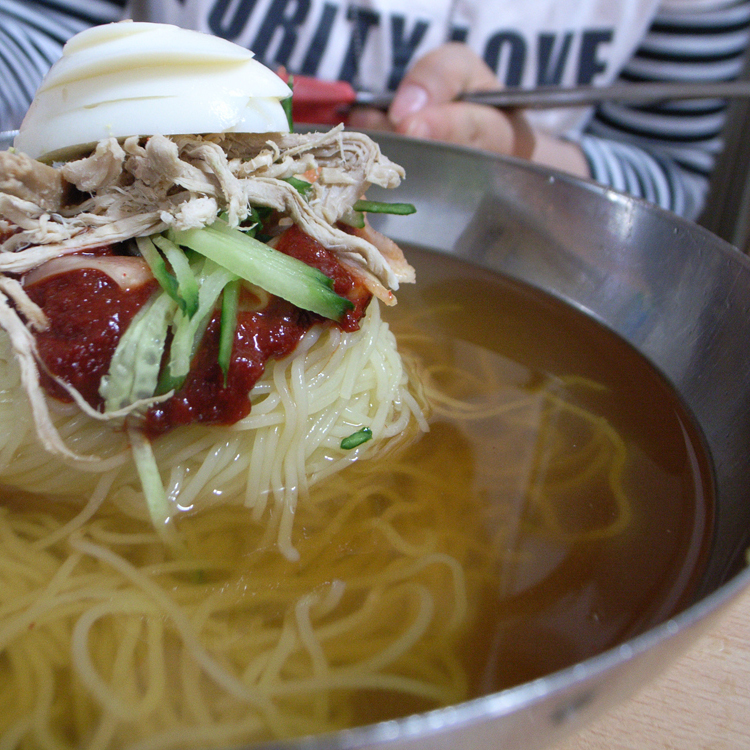
Plato de milmyeon.

Milmyeon (hangul:밀면, Mil-myeon, que significa fideos de harina) es un platillo coreano de fideos largos y delgados similar al Naengmyun, siendo uno de los platillos típicos de Busan. Los fideos se preparan mezclando harina con almidones de batata y papa y caldo de carne, para aglutinar la masa, se acompañan con varios tipos de vegetales que se cuecen en una sartén. Las proporciones e ingredientes son variables dando lugar a diversas variantes, por ejemplo usando Artemisia princeps para preparar el ssuk milmyeon(쑥 밀면). Existen variantes de milmyeon usadas para preparar el paltillo denominado naengmyun tales como mul milmyeon y bibim milmyeon. La diferencia entre ambos es la salsa picante utilizada en el bibim milmyeon.